# Accademia Musicale Pontedera
Il Cinema Teatro Roma è stato fino al 2006, un cinema e un teatro situato sul corso principale di Pontedera, dal 2021 è sede dell'Accademia Musicale Pontedera.
Di proprietà della curia pontederese, ha visto succedersi alla gestione, diversi soggetti, fino alla chiusura nel gennaio 2006.

## Storia e descrizione
Il Cinema Teatro Roma è stato fino al 2006, un cinema e un teatro situato sul corso principale di Pontedera.

## Situazione attuale
Attualmente (gennaio 2015) il Cinema Teatro Roma è chiuso. La riapertura potrà aver luogo solo in seguito a sostanziali lavori di ristrutturazione per ripristinare la funzionalità e l'agibilita della struttura.
Il corridoio dell'ingresso viene usato per esposizioni varie, mercatini ed altro.